# Ladelund Ungdomsskole
Ladelund Ungdomsskole er en dansk efterskole beliggende i Ladelund syd for den dansk/tyske grænse. Den er den eneste danske efterskole i Sydslesvig. Ungdomsskolen blev indviet 25. september 1982. Skolen er en gave fra A.P. Møller Fonden og drives af Dansk Skoleforening for Sydslesvig. Den retter sig primært til unge fra det danske mindretal i Sydslesvig. Undervisningen foregår på dansk med undtagelse af faget tysk. Såvel dansk som tysk er modersmålsundervisning.
Skolen har plads til ca. 60 elever. Undervisningen er tilrettelagt for 7., 8. og 9. klassetrin. 

## Skolens forstandere
- 1982–1989 Jørgen Petersen
- 1989–2004 Asger Gyldenkærne
- 2004-2018 Hans Henning Jochimsen
- 2018— Tore Bock